# Llista de resolucions del Consell de Seguretat de les Nacions Unides 2201 a la 2300
Aquesta és una llista entre les resolucions 2201 a 2300 del Consell de Seguretat de les Nacions Unides aprovades entre el 15 de febrer de 2015 i el 26 de juliol de 2016.
| Resolució      | Data                   | Votació                                                                    | Assumpte |
| -------------- | ---------------------- | -------------------------------------------------------------------------- | --- |
| Resolució 2201 | 15 de febrer de 2015   | 15–0–0                                                                     | Situació al Iemen |
| Resolució 2202 | 17 de febrer de 2015   | 15–0–0                                                                     | Carta del representant permanent de la Federació Russa sobre la situació a Ucraïna                                                                                          |
| Resolució 2203 | 18 de febrer de 2015   | 15–0–0                                                                     | Situació a Guinea Bissau |
| Resolució 2204 | 24 de febrer de 2015   | 15–0–0                                                                     | Situació al Iemen |
| Resolució 2205 | 26 de febrer de 2015   | 15–0–0                                                                     | Informes del Secretari General sobre Sudan |
| Resolució 2206 | 3 de març de 2015      | 15–0–0                                                                     | Situació al Sudan del Sud |
| Resolució 2207 | 4 de març de 2015      | 15–0–0                                                                     | Pròrroga el mandat del grup d'experts supervisant les sancions contra Corea del Nord                                                                                        |
| Resolució 2208 | 5 de març de 2015      | 15–0–0                                                                     | Situació a Líbia |
| Resolució 2209 | 6 de març de 2015      | 14–0–1 (Abstencions: Veneçuela)                                            | Armes químiques a Síria |
| Resolució 2210 | 16 de març de 2015     | 15–0–0                                                                     | Situació a l'Afganistan |
| Resolució 2211 | 26 de març de 2015     | 15–0–0                                                                     | Situació a la República Democràtica del Congo |
| Resolució 2212 | 26 de març de 2015     | 15–0–0                                                                     | Situació a la República Centreafricana |
| Resolució 2213 | 27 de març de 2015     | 15–0–0                                                                     | Situació a Líbia |
| Resolució 2214 | 27 de març de 2015     | 15–0–0                                                                     | Situació a Líbia |
| Resolució 2215 | 2 d'abril de 2015      | 15–0–0                                                                     | Situació a Libèria |
| Resolució 2216 | 14 d'abril de 2015     | 14–0–1 (Abstencions: Rússia)                                               | Situació al Iemen |
| Resolució 2217 | 28 d'abril de 2015     | 15–0–0                                                                     | Situació a la República Centreafricana |
| Resolució 2218 | 28 d'abril de 2015     | 15–0–0                                                                     | Situació al Sàhara Occidental |
| Resolució 2219 | 28 d'abril de 2015     | 15–0–0                                                                     | Situació a Costa d'Ivori |
| Resolució 2220 | 22 de maig de 2015     | 9-0-6 (Abstencions: Angola, Txad, Xina, Nigèria, Rússia, Veneçuela)        | Armes petites |
| Resolució 2221 | 26 de maig de 2015     | 15–0–0                                                                     | Situació a Somàlia |
| Resolució 2222 | 27 de maig de 2015     | 15–0–0                                                                     | Protecció de periodistes |
| Resolució 2223 | 28 de maig de 2015     | 15–0–0                                                                     | Situació al Sudan del Sud |
| Resolució 2224 | 9 de juny de 2015      | 15–0–0                                                                     | No proliferació nuclear |
| Resolució 2225 | 18 de juny de 2015     | 15–0–0                                                                     | Nens i conflictes armats |
| Resolució 2226 | 25 de juny de 2015     | 15–0–0                                                                     | Situació a Costa d'Ivori |
| Resolució 2227 | 29 de juny de 2015     | 15–0–0                                                                     | Situació a Mali |
| Resolució 2228 | 29 de juny de 2015     | 15–0–0                                                                     | Informes del Secretari General sobre Sudan i Sudan del Sud |
| Resolució 2229 | 29 de juny de 2015     | 15–0–0                                                                     | Situació a Orient Mitjà |
| Resolució 2230 | 14 de juliol de 2015   | 15–0–0                                                                     | Informes del Secretari General sobre Sudan i Sudan del Sud |
| Resolució 2231 | 20 de juliol de 2015   | 15–0–0                                                                     | No proliferació |
| Resolució 2232 | 28 de juliol de 2015   | 15-0-0                                                                     | Situació a Somàlia |
| Resolució 2233 | 29 de juliol de 2015   | 15-0-0                                                                     | Situació a l'Iraq |
| Resolució 2234 | 29 de juliol de 2015   | 15-0-0                                                                     | Situació a Xipre |
| Resolució 2235 | 7 d'agost de 2015      | 15-0-0                                                                     | Situació a Síria |
| Resolució 2236 | 21 d'agost de 2015     | 15-0-0                                                                     | Situació al Líban |
| Resolució 2237 | 2 de setembre de 2015  | 15-0-0                                                                     | Situació a Libèria |
| Resolució 2238 | 10 de setembre de 2015 | 15-0-0                                                                     | Situació a Líbia |
| Resolució 2239 | 17 de setembre de 2015 | 15-0-0                                                                     | Situació a Libèria |
| Resolució 2240 | 9 d'octubre de 2015    | 14-0-1 (Abstencions: Veneçuela)                                            | Manteniment de la pau i seguretat internacionals |
| Resolució 2241 | 9 d'octubre de 2015    | 13-0-2 (Abstencions: Rússia, Veneçuela)                                    | Informes del Secretari General sobre Sudan i Sudan del Sud |
| Resolució 2242 | 13 d'octubre de 2015   | 15-0-0                                                                     | Dones, pau i seguretat |
| Resolució 2243 | 14 d'octubre de 2015   | 15-0-0                                                                     | Situació a Haití |
| Resolució 2244 | 23 d'octubre de 2015   | 14-0-1 (Abstencions: Veneçuela)                                            | Situació a Somàlia |
| Resolució 2245 | 9 de novembre de 2015  | 15-0-0                                                                     | Situació a Somàlia |
| Resolució 2246 | 10 de novembre de 2015 | 15-0-0                                                                     | Situació a Somàlia |
| Resolució 2247 | 10 de novembre de 2015 | 15-0-0                                                                     | Situació a Bòsnia i Hercegovina |
| Resolució 2248 | 12 de novembre de 2015 | 15-0-0                                                                     | Situació a Burundi |
| Resolució 2249 | 20 de novembre de 2015 | 15-0-0                                                                     | Amenaces a la pau i seguretat internacionals causades per actes terroristes                                                                                                 |
| Resolució 2250 | 9 de desembre de 2015  | 15-0-0                                                                     | Manteniment de la pau i seguretat internacionals |
| Resolució 2251 | 15 de desembre de 2015 | 15-0-0                                                                     | Informes del Secretari General sobre Sudan i Sudan del Sud |
| Resolució 2252 | 15 de desembre de 2015 | 13-0-2 (Abstencions: Rússia, Veneçuela)                                    | Informes del Secretari General sobre Sudan i Sudan del Sud |
| Resolució 2253 | 17 de desembre de 2015 | 15-0-0                                                                     | Amenaces a la pau i seguretat internacionals causades per actes terroristes                                                                                                 |
| Resolució 2254 | 18 de desembre de 2015 | 15-0-0                                                                     | Situació a Síria |
| Resolució 2255 | 21 de desembre de 2015 | 15-0-0                                                                     | Amenaces a la pau i seguretat internacionals causades per actes terroristes                                                                                                 |
| Resolució 2256 | 22 de desembre de 2015 | 14-0-1 (Abstencions: Rússia)                                               | Tribunal Penal Internacional per a l'antiga Iugoslàvia (ICTY) Tribunal Penal Internacional per a Ruanda (ICTR)                                                              |
| Resolució 2257 | 22 de desembre de 2015 | 15-0-0                                                                     | Força de les Nacions Unides d'Observació de la Separació (UNDOF) |
| Resolució 2258 | 22 de desembre de 2015 | 15-0-0                                                                     | Situació a Síria |
| Resolució 2259 | 23 de desembre de 2015 | 15-0-0                                                                     | Situació a Líbia |
| Resolució 2260 | 20 de gener de 2016    | 15-0-0                                                                     | Situació en Costa d'Ivori |
| Resolució 2261 | 25 de gener de 2016    | 15-0-0                                                                     | Cartes idèntiques del 19 de gener de 2016 del representant permanent de Colòmbia a les Nacions Unides dirigida al Secretari General i al president del Consell de Seguretat |
| Resolució 2262 | 27 de gener de 2016    | 15-0-0                                                                     | Situació a la República Centreafricana |
| Resolució 2263 | 28 de gener de 2016    | 15-0-0                                                                     | Situació a Xipre |
| Resolució 2264 | 9 de febrer de 2016    | 15-0-0                                                                     | Situació a la República Centreafricana |
| Resolució 2265 | 10 de febrer de 2016   | 15-0-0                                                                     | Informes del Secretari General sobre Sudan i Sudan del Sud |
| Resolució 2266 | 24 de febrer de 2016   | 15-0-0                                                                     | Situació al Iemen |
| Resolució 2267 | 26 de febrer de 2016   | 15-0-0                                                                     | Situació a Guinea Bissau |
| Resolució 2268 | 26 de febrer de 2016   | 15-0-0                                                                     | Situació a Síria |
| Resolució 2269 | 29 de febrer de 2016   | 11-0-4 (Abstencions: Angola, Egipte, Rússia, Senegal)                      | Tribunal Penal Internacional per a l'antiga Iugoslàvia (ICTY) Tribunal Penal Internacional per a Ruanda (ICTR)                                                              |
| Resolució 2270 | 2 de març de 2016      | 15–0–0                                                                     | No proliferació i sancions a Corea del Nord |
| Resolució 2271 | 2 de març de 2016      | 15–0–0                                                                     | Informes del Secretari General sobre Sudan i Sudan del Sud |
| Resolució 2272 | 11 de març de 2016     | 14-0-1 (Abstencions: Egipte)                                               | Operacions de Pau de les Nacions Unides |
| Resolució 2273 | 15 de març de 2016     | 15-0-0                                                                     | Situació a Líbia |
| Resolució 2274 | 15 de març de 2016     | 15-0-0                                                                     | Situació a l'Afganistan |
| Resolució 2275 | 24 de març de 2016     | 15-0-0                                                                     | Situació a Somàlia |
| Resolució 2276 | 24 de març de 2016     | 15-0-0                                                                     | No proliferació i Corea del Nord |
| Resolució 2277 | 30 de març de 2016     | 15-0-0                                                                     | Situació a la República Democràtica del Congo |
| Resolució 2278 | 31 de març de 2016     | 15-0-0                                                                     | Situació a Líbia |
| Resolució 2279 | 1 d'abril de 2016      | 15-0-0                                                                     | Situació a Burundi |
| Resolució 2280 | 7 d'abril de 2016      | 15-0-0                                                                     | Informes del Secretari General sobre Sudan i Sudan del Sud |
| Resolució 2281 | 26 d'abril de 2016     | 15-0-0                                                                     | Situació a la República Centreafricana |
| Resolució 2282 | 27 d'abril de 2016     | 15-0-0                                                                     | Construcció de la pau post-conflicte |
| Resolució 2283 | 27 d'abril de 2016     | 15-0-0                                                                     | Situació a Costa d'Ivori |
| Resolució 2284 | 27 d'abril de 2016     | 15-0-0                                                                     | Situació a Costa d'Ivori |
| Resolució 2285 | 29 d'abril de 2016     | 10-2-3 (No: Uruguai, Veneçuela; Abstencions: Angola, Nova Zelanda, Rússia) | Situació al Sàhara Occidental |
| Resolució 2286 | 3 de maig de 2016      | 15-0-0                                                                     | Protecció de civils en conflictes armats |
| Resolució 2287 | 12 de maig de 2016     | 15-0-0                                                                     | Informes del Secretari General sobre Sudan i Sudan del Sud |
| Resolució 2288 | 25 de maig de 2016     | 15-0-0                                                                     | Situació a Libèria |
| Resolució 2289 | 27 de maig de 2016     | 15-0-0                                                                     | Situació a Somàlia |
| Resolució 2290 | 31 de maig de 2016     | 15-0-0                                                                     | Informes del Secretari General sobre Sudan i Sudan del Sud |
| Resolució 2291 | 13 de juny de 2016     | 15-0-0                                                                     | Situació a Líbia |
| Resolució 2292 | 14 de juny de 2016     | 15-0-0                                                                     | Situació a Líbia |
| Resolució 2293 | 23 de juny de 2016     | 15–0–0                                                                     | Situació a la República Democràtica del Congo |
| Resolució 2294 | 29 de juny de 2016     | 15–0–0                                                                     | Situació a Orient Mitjà (UNDOF) |
| Resolució 2295 | 29 de juny de 2016     | 15–0–0                                                                     | Situació a Mali |
| Resolució 2296 | 29 de juny de 2016     | 15–0–0                                                                     | informes del Secretari General sobre Sudan i Sudan del Sud |
| Resolució 2297 | 7 de juliol de 2016    | 15–0–0                                                                     | Situació a Somàlia |
| Resolució 2298 | 22 de juliol de 2016   | 15–0–0                                                                     | Situació a Líbia |
| Resolució 2299 | 25 de juliol de 2016   | 15–0–0                                                                     | Situació a l'Iraq |
| Resolució 2300 | 26 de juliol de 2016   | 15–0–0                                                                     | Situació a Xipre |